# OP Herculis
OP Herculis (OP Her / HD 163990 / HR 6702) es una estrella variable en la constelación de Hércules de magnitud aparente media +6,34. Se encuentra aproximadamente a 1000 años luz del sistema solar.
OP Herculis es una gigante o gigante luminosa roja de tipo espectral M5II-III y 3300 K de temperatura.
En cuanto a su tamaño, es una auténtica gigante con un radio 140 veces más grande que el radio solar; si estuviese en el centro del sistema solar, su superficie llegaría hasta el 90% de la distancia existente entre Venus y el Sol.
Su masa es el doble de la masa solar y tiene una metalicidad comparable a la de nuestra estrella.
Es una estrella de tecnecio, lo que se revela por la presencia de este elemento en su espectro.
Distintos estudios cifran su magnitud bolométrica absoluta entre -4,1 y -4,92, discrepancia que implica una diferencia en su luminosidad de 3735 a 7940 veces la luminosidad solar.
OP Herculis es una variable pulsante semirregular SRB; éstas son gigantes con una periodicidad poco definida, pero a las que se le puede asignar un período medio. Así, el brillo de OP Herculis fluctúa 0,9 magnitudes en un ciclo de 120,5 días.